# 香水草
南美天芥菜（学名：Heliotropium arborescens），又名香水草、洋茉莉，是紫草科天芥菜属的植物。分布于秘鲁以及中国大陆的栽培等地，目前已由人工引种栽培。因其花具有浓郁独特之香味，故又名“香水草”，可製成香料。也是切花、花壇、盆栽的很好材料。